# Schorsch Aigner – Der Mann, der Franz Beckenbauer war
Schorsch Aigner – Der Mann, der Franz Beckenbauer war ist eine Fernseh-Satire des Komikers Olli Dittrich aus dem Jahr 2015. In dem Kurzfilm wird die Kunstfigur Hans-Georg „Schorsch“ Aigner als Franz Beckenbauers Doppelgänger vorgestellt. Der Film selbst ist als parodistische „Enthüllungsreportage“ angelegt, also eine Mockumentary, welche die vorgebliche Rolle ihres Protagonisten als jahrzehntelanges Double Beckenbauers bei den unterschiedlichsten Anlässen offenlegt, die tatsächlich im Fernsehen übertragen wurden.

## Handlung
Ein Filmteam besucht zum Interview mit Schorsch die Aigners daheim. In lockerer Atmosphäre führt man Gespräche im Wohnzimmer, aber auch auf der Terrasse, später am Esstisch sowie im Tonstudio in München. Die Themen behandeln dabei anhand einzelner Lebensstationen Beckenbauers chronologisch den Werdegang Aigners vom zufällig für die frühen Werbespots mit Beckenbauer engagierten Synchronsprecher über dessen Playbacksänger für Schallplattenaufnahmen bis hin zu seinem perfekten Double bei allen Angelegenheiten außerhalb des Platzes und ganz kurz sogar darauf. Die einzelnen Themen werden geschickt mit originalen Archiv-Aufnahmen Beckenbauers oder zumindest der Begebenheiten geschnitten, um Zuschauern die Erinnerung daran zu ermöglichen und dabei angeblich aufgetretene Fragwürdigkeiten nun vermeintlich aufzuklären. Interviews mit Wegbegleitern Beckenbauers, die selbst im Film auftreten, stützen mit ihren Aussagen gezielt die Behauptungen. Weitere formale Auflockerung erhält das Werk durch Filmaufnahmen von Aigner im Auto oder im Garten, die man mit Tonaufnahmen aus den Interviews unterlegt und dadurch die getroffenen Aussagen besonders hervorhebt. Die Weltmeistertitel als Spieler 1974 und als Trainer 1990 werden ebenso aufgegriffen wie zuletzt die umstrittenen Äußerungen nach dem Besuch der Baustellen in Katar als FIFA-Offizieller. Abgerundet wird die Handlung durch einen originellen Kniff des Drehbuchs, der dem Ausstieg Aigners aus seiner Rolle als Doppelgänger, seiner ersten Aussage zu Beginn des Films, an dessen Ende eine überraschende Begründung folgen lässt.
Einzelne Szenen
Der Film beginnt mit einer Sequenz im Fond eines an der Münchener Allianz Arena vorbeifahrenden Autos, in dem sein Protagonist im Bild stumm sitzend, jedoch aus dem Off sprechend, seine Erzählung mit den Worten „Irgendwann is amal gut“ einleitet und diese im letzten Satz der Szene noch einmal wiederholt.
Die Luftaufnahme vom Überflug des Tegernsees und ein Off-Sprecher leiten nun Interviewpassagen im fiktiven „schmucken Haus“ des Ehepaars Aigner ein, zuerst auf der Terrasse, wo Aigner routiniert „letzte Autogrammkarten“ signiert, dann auf dem Sofa im Wohnzimmer, wo er im „Exklusivinterview (…) zum ersten und einzigen Mal die ganze Wahrheit (erzählt), über ein ganzes Leben als (…) falscher Franz und darüber, wie alles begann“: Etwa 1964 oder 1965 habe sein neuer Nachbar Robert Schwan die Beckenbauer sehr ähnliche Stimme bemerkt und ihn für Werbespots um Tonaufnahmen gebeten, weil diese misslungen seien und Beckenbauer unabkömmlich. Archiv-Aufnahmen der Werbespots illustrieren das Gesagte.
Anschließend, behauptet Aigner, habe er auch Beckenbauers populäre Schallplatten aufgenommen. Zur Unterstützung spielt sich Ralph Siegel selbst und suggeriert, Beckenbauer habe die „herausragende Stimme im Tölzer Knabenchor“ besessen und gesungen „wie ein Opernstar“. Um der Glaubwürdigkeit willen habe man die „nicht ganz perfekte“ Stimme des Doppelgängers engagiert. Speziell diesem Thema widmet sich ein Einspielfilm vom „Ortstermin im Polydor-Studio von 1967“, wo Aigner anstelle von Beckenbauer die Aufnahmen eingespielt haben soll. Von da an übernimmt Aigner auch weitere PR-Termine für Beckenbauer.
Nächstes Thema ist die Fußball-Weltmeisterschaft 1970. Beckenbauer verletzte sich im Halbfinalspiel gegen Italien schwer an der rechten Schulter, spielte nur mit Bandage weiter und gab doch am nächsten Tag scheinbar unverletzt italienischen Fußball-Fans Autogramme, die sich über die schnelle Genesung wunderten; all dies illustriert mit Archivaufnahmen. Mit Dieter Kürten und Uwe Seeler kommentieren zwei Zeitzeugen das Geschehen.
Nun erklärt Aigner, wiederum zu Archivbildern, wie er „perfekt in die Gesellschaft“ eingeführt und „über die Jahre Standby“ in gleicher Kleidung geworden sei, der in Minuten „ausgetauscht“ werden konnte. Schließlich sei es mit Hilfe eines „personal coach“ 1975 gar zum Einsatz in „unspektakulären Spielen“ gekommen, doch sei dies ein „dunkles Kapitel“ mit zwei Eigentoren gegen Kickers Offenbach und Hertha BSC in einer Woche, die heftige Kritik nach sich zogen und Anlass für den Weggang Beckenbauers zu New York Cosmos noch im gleichen Sommer gewesen seien.
Vom „Nehmen“ dieser „internationalen Hürden“ leitet der Off-Sprecher zum „bedeutendsten Moment“ in Aigners Karriere im Olympiastadion in Rom über: Dort, so Aigner, hätte er Teamchef Beckenbauer nach dem gewonnenen Endspiel der Fußball-WM 1990 gedoubelt und die Idee gehabt, allein über den Rasen zu wandeln. Vor den „Kameras der Welt“ habe er „nicht in der Nase bohren“ können, also bezieht er sich umstandslos auf Willy Brandt, Gandhi, Hannibal und Neil Armstrong. Archivbilder aus Rom, ein nachgestellter Gang Aigners über die Wiese am Haus und der Kommentar Jörg Wontorras, 1990 Reporter im Stadion, ergänzen diesen Höhepunkt in der Filmmitte.
Im Anschluss daran leitet der Sprecher direkt zur WM 2006 in Deutschland (deren Botschafter, Bewerbungs- und Organisationskomitee-Chef Beckenbauer war) und ihrem „symbolischen Eröffnungsakt“ 2005 mit Maskottchen Goleo VI und Sepp Blatter. Es folgt eine längere Sequenz mit Aigner und Goleo am Ort des Geschehens, der Allianz Arena, die suggeriert, weder Blatter noch Beckenbauer seien „echt“ gewesen.
Dann charakterisiert der Off-Sprecher die „Welcome-Tour 2005“, bei der Beckenbauer sämtliche mehr als 200 Teilnehmerländer der WM besuchte, „nicht nur als Meisterstück der Fußball-Diplomatie“, sondern „eigentlich als Wundertat“. Kronzeuge ist wiederum Jörg Wontorra; zentral jedoch Beckenbauers eigene Aussage im Interview „na ja (…) des war ich schon, des is' kein Double, des hob ich also all's selbst gemacht“. Vorgebliche Recherchen des „wahnsinnigen“ Reiseplans fördern den „einzigen Fehler in 50 Jahren“ zutage, denn Reuters habe Beckenbauer in Ghana und Togo zugleich gemeldet. Aigner bestätigt den Einsatz in Togo zur Zeit der Vogelgrippe und Anthony Baffoe bezeugt dessen Aufenthalt ohne Leibwächter.
Die Entdeckung des Filmteams, dass Beckenbauer in Togo den obligatorischen „Freundschaft-Button“ der FIFA nicht trug, quittiert das Ehepaar Aigner mit leichter Verlegenheit und der kruden Geschichte vom geschlossenen Dorfpostamt wegen eines „Platten“ am Hollandrad als Ursache des Malheurs. Doch sei im Rest der Welt unbemerkt geblieben, was „im Hause Aigner für helle Aufregung“ gesorgt habe, leitet der Sprecher weitere romantische Szenen am Seeufer ein; die Aigners Arm in Arm und aus dem Off kommentiert.
Vorletztes Thema ist Beckenbauers „Panne mit Folgen“ bei seiner „letzten großen Auslandsreise“, illustriert mit der Originalaussage zu den Arbeitsbedingungen auf Baustellen der Fußball-Weltmeisterschaft 2022: „Ich hob noch nicht einen einzigen Sklaven in Katar gesehen.“ Wieder Verlegenheit bei den Aigners, und auf Nachfrage des Interviewers, ob es ein „Unfall“ war, folgt Schorsch Aigners Geständnis: Ursache sei eine unleserliche Handschrift im üblichen Briefing per Fax gewesen.
Nach professionellem Abspulen „üblicher Pflichttermine“ nimmt das Drehbuch am Ende ganz unvermittelt eine Wende und präsentiert Beckenbauers Ski-Unfall, ein Sturz auf die „Mexiko-Schulter“, als angeblichen Anlass zum endgültigen Ausstieg: Aigner habe „seine neue berufliche Existenz“ nicht gefährden wollen und brauche „einen gesunden rechten Arm.“ Schon sein Vater sei „Maler in Haslau“ gewesen und 1977 „in der Cosmos-New-York-Zeit“ habe „der Franz“ ein „Konterfei von ihm selber“ gefordert. Dieses habe Andy Warhol dann öffentlich präsentiert. Jetzt male er als „ghost-painter“ für Christine Neubauer.

## Rezeption
Der Film stieß auf sehr positive Resonanz in den Kritiken. So sieht Daland Segler für die Frankfurter Rundschau in der Satire ein „Meisterstück“ und eine „Ausnahme im bundesdeutschen Unterhaltungsbetrieb“, der mit Mathias Richling, Mario Barth oder Urban Priol das „satirische Genre im Fernsehen längst zu Tode geritten“ habe. Olli Dittrich hingegen begnüge sich nicht „mit der schnellen Lachnummer“, sondern schaue „durch die Lupe auf sein Motiv“ und zeige einen langen Atem „beim Erlernen des richtigen Tonfalls, (…) präziser Maske und Körperhaltung“. Vor allem parodierten er und Mitautor Tom Theunissen „nicht nur den ‚Kaiser‘, sondern auch das Genre der Fernseh-Dokumentation“ als „Mockumentary erster Klasse“. Abschließend prangert Segler den späten Sendeplatz des „TV-Juwels“ als Skandal an, der von „Verachtung der Programm-Macher für ihr Publikum“ zeuge.
Thomas Gehringer nennt die Satire für den Tagesspiegel einen „verwandelten Elfmeter“ und hebt hervor, Dittrich habe sein Publikum zwar schon früher damit erfreut, doch sei ihm nun nicht nur „eine weitere Beckenbauer-Parodie“ gelungen, sondern die Schaffung „einer eigenständigen Figur: nicht so weltmännisch und leutselig wie der Kaiser, ein biederer Kleinbürger und braver Ehemann, (…) der sich aber in 50-jähriger Tätigkeit als Double selbst auch ein bisschen in Beckenbauer verwandelt hat“. Wüsste man nicht um die Fiktion, könne man „Aigner am Ende für echter halten“ als die „Lichtgestalt“ Beckenbauer selbst. Auch für Gehringer legt Dittrich darüber hinaus „genau und gekonnt (…) die Arbeitsweise des Fernsehens bloß“.
Wie Gehringer empfindet auch Anja Rützel für den Spiegel, dass im Ergebnis das „Originalmaterial vom Echt-Franz am Ende fast gespielter wirkt als der Doppelgänger“. Dittrich spiele Aigner respektive Beckenbauer „auf gewohnt großartige Weise“ und die Verkörperung gelinge ihm „sowohl phonetisch (…) als auch inhaltlich“. Schließlich resümiert Stefan Niggemeier für die Frankfurter Allgemeine Zeitung, dass Dittrich seine Figuren nicht einfach spiele, sondern sich in sie verwandele, und zitiert Mitautor Theunissen: „Das ist eine andere Person, von A bis Z, den ganzen Tag lang, auch in der Mittagspause.“ Niggemeier sieht in der Improvisation „entlang vorgegebener Themen und Ideen“ Methode, denn Olli Dittrich sage „keine ausformulierten Texte“ auf. Damit gelängen ihm „immer wieder verblüffend echte Momente“. Seine Genauigkeit gebe dem Film „große Komik“, die „unwahrscheinlich wahrscheinliche Geschichte“ sei in „einzigartiger Weise“ erzählt und „die größten Albernheiten mit größter Ernsthaftigkeit“ inszeniert.
Trotz des späten Sendeplatzes erreichte die Fernsehausstrahlung einen Marktanteil von 10,8 Prozent. In den Sozialen Netzwerken schlug sich die fiktive Dokumentation in vielen positiven Kommentaren nieder.
Der Film wurde am 8. April 2016 in Marl mit dem Grimme-Preis 2016 ausgezeichnet.

## Spezialfolge
Im Oktober 2015 wurde als Reaktion auf die Spiegel-Recherchen zur WM-Vergabe 2006 kurzfristig eine Ergänzungsfolge produziert und am 5. November 2015 unter dem Titel Das FIFA-Märchen: Fragen an Schorsch Aigner – Der Mann, der Franz Beckenbauer war in der ARD ausgestrahlt. Aigner entlastet darin in einem emotionalen Geständnis Franz Beckenbauer von jeglicher Verantwortung für die ungeklärte Zahlung über 6,7 Millionen Euro des DFB an die FIFA. Diese spezielle Ergänzung mit Tom Theunissen als journalistischen Fragensteller und erneut Carolin Fink als Aigner-Gattin sahen rund 400.000 Zuschauer mehr als im Sommer. Mit 1,88 Millionen Zuschauern kam die kurzfristig ins Programm genommene Beckenbauer-Parodie noch auf einen Marktanteil von 9,4 Prozent.

## Hintergrund
Olli Dittrich spielte Beckenbauer bereits 1995 zum ersten Mal in einer zweiminütigen Interview-Parodie Zwei Stühle – Eine Meinung mit Wigald Boning als Partner. 1998 mimte er ihn zudem in Spots zur Fußballweltmeisterschaft 1998. Im Dezember 2006 imitierte Dittrich Beckenbauer erneut für den WM-Rückblick Was tun, Herr Beckenbauer im Rahmen der Harald-Schmidt-Show. Die zwanzigminütige Interview-Parodie wurde 2007 in der Kategorie „Unterhaltung Spezial“ für den Adolf-Grimme-Preis 2007 nominiert.
Dittrich wünschte sich Franz Beckenbauer persönlich für eine Schlussszene zum Abschied von Aigner. Doch im Gegensatz zu den anderen Prominenten im Film ließ der Parodierte sich trotz großer Bemühungen und „offenen Karten“ nicht zum Auftritt bewegen, was der bekennende Fußballfan Dittrich im Interview bedauert. In diesem erklärt er mit Bezug auf die Schlussszene mit falschem Bart und neuer Brille auch: „Das hat schon was sehr Selbstreferenzielles. Die Aigner-Story macht den Deckel drauf, ich muss den Beckenbauer nicht mehr spielen.“